# Герб Кирово-Чепецка
Герб муниципального образования «Город Кирово-Чепецк» — опознавательно-правовой знак, составленный и употребляемый в соответствии с правилами геральдики, служащий символом городского округа «Город Кирово-Чепецк» Кировской области Российской Федерации.

## Описание герба
Описание герба:
В зелёном поле слияние рек, изображённое в виде вилообразного креста со скруглёнными углами, второе и третье плечи которого смещены навстречу ходу солнца. Середина фигуры (имеющая треугольно-вогнутые очертания с углами, направленными сообразно наклону плеч креста) покрыта серебряной, окаймлённой лазурью, чешуёй. В вольной части — герб Кировской области.

## Обоснование символики
Обоснование символики герба:
Современный Кирово-Чепецк расположен на месте, где в середине XV столетия новгородские поселенцы основали с. Усть-Чепца. Население занималось обработкой древесины, плотничеством. Природные, и в первую очередь лесные богатства аллегорически отражены в гербе зелёным цветом.
Расположение города у слияния двух рек Чепцы и Вятки показано в гербе геральдической фигурой — серебряным вилообразным крестом. Чешуя подчёркивает водную поверхность и, в целом, речную тему герба. Таким образом, герб города Кирово-Чепецка языком символов отражает географические особенности расположения города.
Зелёный цвет символизирует плодородие, надежду, жизненный рост. Серебро — символ веры, искренности, мира.

## История создания
- 18 апреля 2002 — городская дума приняла положение «О гербе города Кирово-Чепецка Кировской области». В продолжавшемся около двух лет конкурсе на лучший эскиз герба города победившим был признан эскиз, созданный Юрием Васильевичем Поповым. В 2012 году Ю. В. Попов был удостоен звания «Почётный гражданин города Кирово-Чепецка»[3].
- 7 июля 2004 — эскиз герба единогласно утверждён городской думой. Последующая доработка геральдической документации выполнена специалистами Московской геральдической палаты Константином Мочёновым (Химки, доработка герба), Кириллом Переходенко (Конаково, обоснование символики) и Галиной Русановой (Москва, компьютерный дизайн)[2].
- октябрь 2004 года — на заседании Геральдического совета при Президенте Российской Федерации герб Кирово-Чепецка внесён в Государственный геральдический регистр Российской Федерации под номером 1798[1].

## Использование на городском флаге

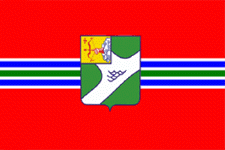
Флаг Кирово-Чепецка

Городской герб является центральным элементом другого официального символа муниципального образования «Город Кирово-Чепецк» — городского флага, который был утверждён 30 июня 2005 года решением Кирово-Чепецкой городской думы.
Были утверждены следующее описание флага: «Флаг города Кирово-Чепецка представляет собой прямоугольное полотнище с соотношением ширины к длине 2:3, разделённое на три горизонтальные полосы: верхняя полоса красного цвета занимает 2/5 (две пятых) ширины флага; средняя полоса занимает 1/5 (одну пятую) ширины флага и представляет собой составную полосу, состоящую из чередующихся полос белого (1/10 ширины полосы), синего (2/10 ширины полосы), белого (1/10 ширины полосы), зелёного (2/10 ширины полосы), белого (1/10 ширины полосы), синего (2/10 ширины полосы), белого (1/10 ширины полосы) цветов; нижняя полоса красного цвета занимает 2/5 (две пятых) ширины флага. В центре флага на удалении 1/4 (одной четвёртой) ширины флага от его верхнего и нижнего краёв размещён выделенный белым цветом геральдический щит герба города Кирово-Чепецка» и следующее обоснование его символики: «Красный цвет флага — цвет жизни, олицетворяет власть, мужество, неустрашимость, любовь, служит символом преемственности поколений; синий цвет (лазурь) — цвет красоты, верности, честности, безупречности, символизирует реки Чепцу и Вятку, в месте слияния которых расположен город; зелёный цвет — цвет надежды, радости и здоровья, плодородия земли и лесных богатств; белый цвет (серебро) — цвет чистоты нравственных устоев, добра и скромности, снежной зимы. В гербе города геральдической фигурой — серебряным вилообразным крестом — показано его расположение у слияния двух рек Чепцы и Вятки. Чешуя подчёркивает водную поверхность и, в целом, речную тему герба. В вольной части герба находится герб Кировской области».

## Варианты

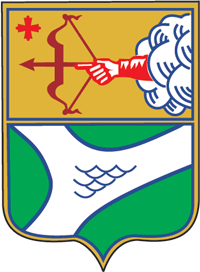
Герб Кирово-Чепецка (2002—2004)

С апреля 2002 по июль 2004 года существовала первоначальная версия герба Кирово-Чепецка: традиционный геральдический щит, разделённый на две части. В нижней части на зелёном поле были изображены две соединяющиеся белые ленты, на пересечении которых расположены синие извилистые линии, символизирующие поверхность воды и олицетворяющие собой две реки — Вятку и Чепцу, у слияния которых находится город. В верхней части щита воспроизводилась символика герба Кировской области.